# Луиза Великобританская, герцогиня Файф
Луи́за Викто́рия Алекса́ндра Дагма́р, Королевская принцесса и герцогиня Файф (англ. Louise Victoria Alexandra Dagmar, Princess Royal and Duchess of Fife; 20 февраля 1867, Мальборо-хаус, Лондон, Великобритания — 4 января 1931, Портмен-сквер, Лондон, Великобритания) — старшая дочь короля Эдуарда VII и Александры Датской, младшая сестра Георга V; супруга Александра Даффа, 1-го герцога Файф.

## Биография

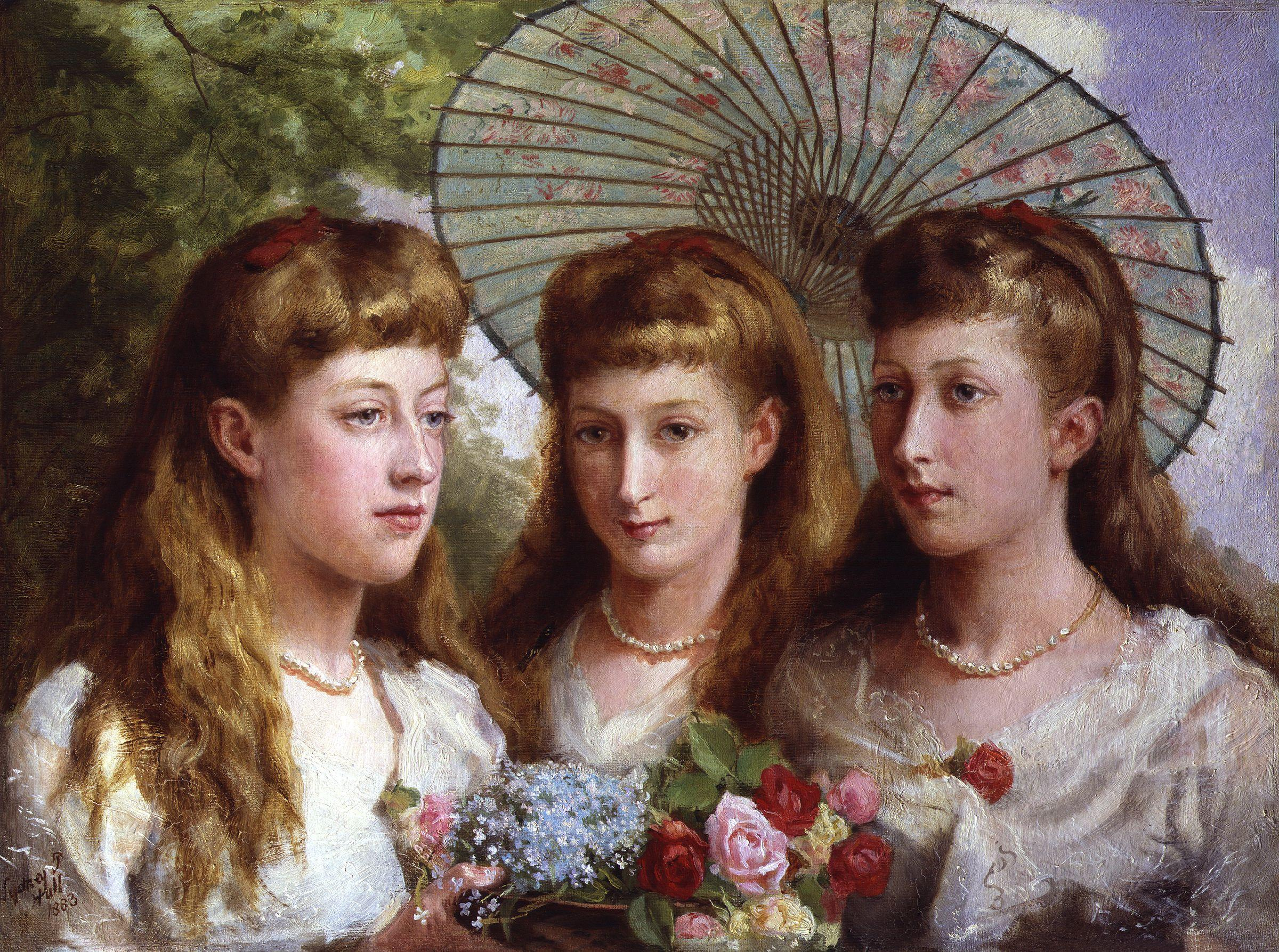
Принцесса Луиза (слева) и две её сестры, Мод (в центре) и Виктория, 1883 год

### Рождение и юность
Луиза Виктория Александра Дагмар родилась 20 февраля 1867 года в лондонском особняке Мальборо-хаус. Она стала третьей из шести детей в семье принца Уэльского Эдуарда и его супруги Александры Датской. За пять дней до рождения принцессы у её матери началась ревматическая лихорадка, от которой она оправилась через несколько месяцев. По отцу Луиза приходилась внучкой королеве Виктории и принцу-консорту Альберту Саксен-Кобург-Готскому, по матери — королю Дании Кристиану IX и Луизе Гессен-Кассельской. У неё было две сестры, Виктория и Мод, и трое братьев: Альберт, Георг и Александр Джон. Последний мальчик умер через день после рождения. Её мать состояла в родстве со многими королевскими семьями Европы: сестра Александры Мария стала императрицей России, брат Георг — королём Греции, другой брат, Фредерик, унаследовал датский престол. В семье Луизу называли Лулу. Как внучка британского монарха с рождения имела титул «Её Королевское Высочество принцесса Луиза Уэльская».
Крещение Луизы состоялось 10 мая 1867 года в Мальборо-хаусе под руководством архиепископа Кентерберийского Чарльза Лонгли. Восприемниками девочки стали король Греции Георг I (её дядя по материнской линии); кронпринц Прусский Фридрих; Карл, герцог Глюксбургский; Фридрих Вильгельм Гессен-Кассельский; Луиза Гессен-Кассельская, королева Дании (бабушка по материнской линии, лично присутствовала на церемонии); великая герцогиня Мекленбург-Стрелицкая Августа Каролина Кембриджская (лично присутствовала); цесаревна Мария Фёдоровна (тётя по матери); принцессы Алиса, Луиза и Елена Великобританские (тёти по линии отца).
Детство принцесса Луиза провела в Мальборо-хаусе и Сандрингемском дворце в Норфолке. Образование получила вместе с сёстрами под руководством наставников. Каждое лето вся семья отправлялась в Данию, на родину принцессы Александры, где в это время собирались родственники их всех уголков Европы. В юности Луизу описывали как очень замкнутую в себе девушку. В 1885 году Луиза была подружкой невесты на свадьбе своей тёти, принцессы Беатрисы, выходившей замуж за принца Генриха Баттенберга.

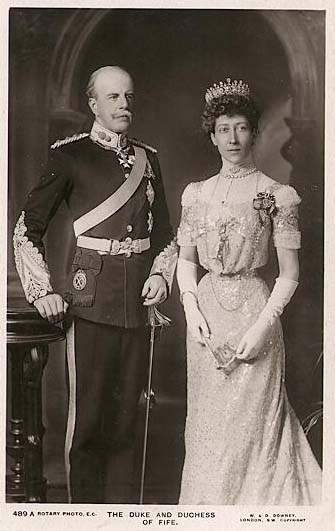
Луиза и её супруг, 1-й герцог Файф

### Брак и последние годы
Александра, принцесса Уэльская всячески препятствовала замужеству дочерей. Она хотела, чтобы те находились возле неё всегда. Младшая сестра Луизы — принцесса Виктория — в брак так и не вступила. 27 июля 1889 года Луиза вышла замуж за Александра Уильяма Джорджа Даффа. Бракосочетание состоялось в часовне Букингемского дворца. Жених был близким другом принца Уэльского и на 18 лет старше Луизы. Супруги приходились дальними родственниками. Александр был потомком короля Вильгельма IV через его незаконнорожденную дочь Елизавету Фицкларенс. Этот брак не нравился королеве Виктории. Но, после его заключения она дала Александру титул 1-го герцога Файф. В браке родился сын, который умер вскоре после рождения, и две дочери.
В 1901 году отец Луизы стал королём Великобритании. 9 ноября 1905 года он пожаловал Луизе титул Королевской принцессы, который традиционно давали старшей дочери монарха. Дочери Луизы получили титул принцесс Великобритании и Ирландии с обращением «Ваше Высочество».
В декабре 1911 года, во время путешествия в Египет, пароход SS Delhi, на котором плыли герцог Файф и его семья, потерпел кораблекрушение у берегов Марокко. Никто не погиб, но сам Александр после этого заболел плевритом. Он скончался 12 января 1912 года в Асуане, Египет. Его старшая дочь унаследовала титул герцогини Файф.
После смерти мужа Луиза вела затворническую жизнь. Иногда она сопровождала мать и сестру Викторию на различные мероприятия. Осенью 1929 года она заболела. У неё началось внутренне кровотечение в желудке. Луиза была доставлена в Лондон, где скончалась через 15 месяцев в своём доме на Портмен-сквер в возрасте 63 лет. Луиза была похоронена в часовне Святого Георга в Виндзорском замке. Позже её останки были перенесены в частную часовню возле имения Мар-Лодж в Шотландии, которое принадлежало её мужу.

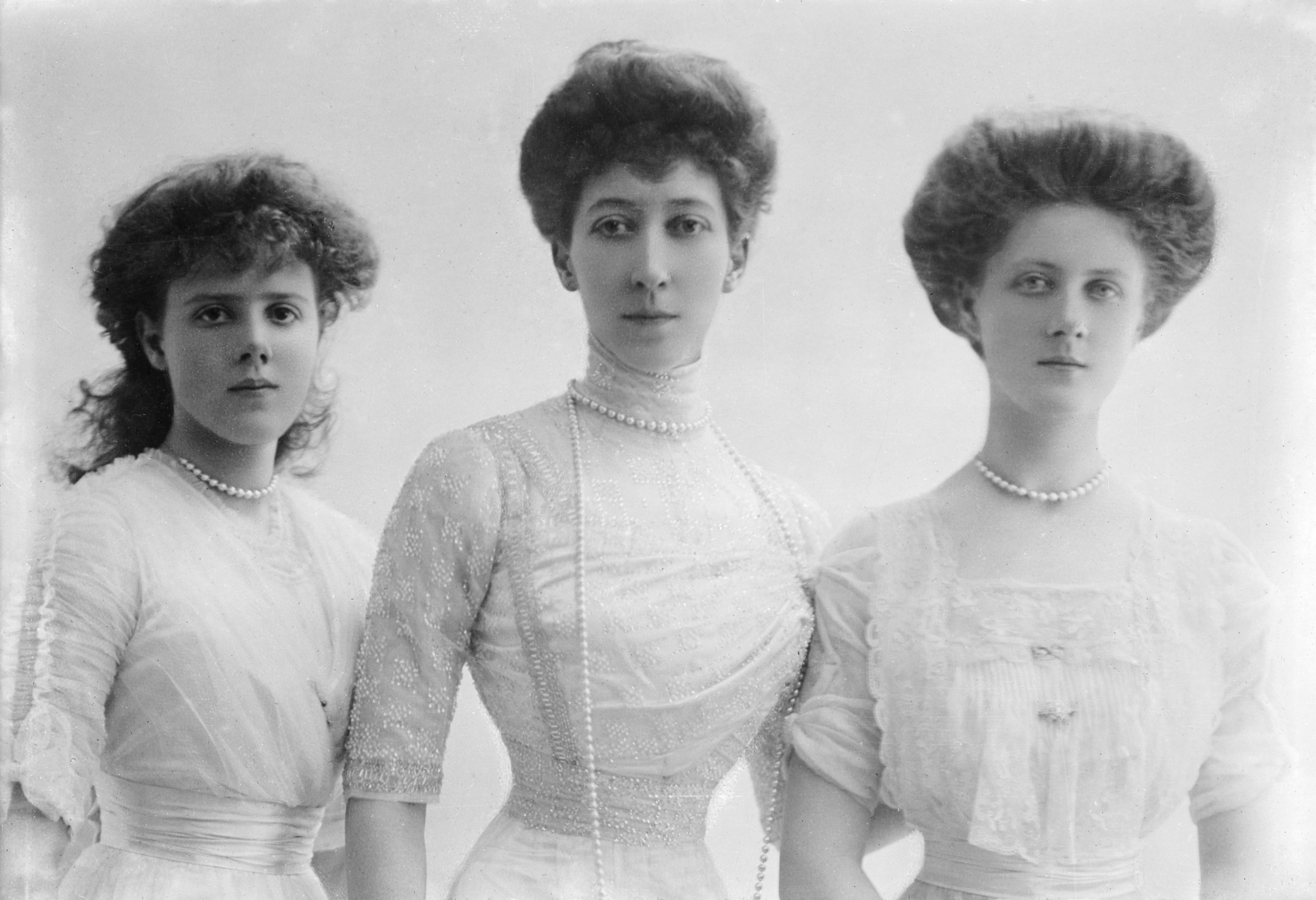
Луиза с дочерьми, около 1911 года

### Дети
От брака с Александром Даффом, 1-м герцогом Файф родился сын и две дочери:
- Ала́стер Дафф, маркиз Макда́ф (род. и ум. 16.07.1890) — умер вскоре после рождения;
- принцесса Алекса́ндра Викто́рия Альбе́рта Эдви́на Луи́за, 2-я герцогиня Файф (17.05.1891—26.02.1959) — унаследовала титул отца; вышла замуж за своего двоюродного дядю принца Арту́ра Фредери́ка Па́трика Альбе́рта Коннау́тского, сына принца Артура, герцога Коннаутского и Страхарнского и Луизы Маргариты Прусской, имели одного сына, умершего в возрасте 28 лет и не оставившего потомков;
- принцесса Мод Алекса́ндра Викто́рия Джорджи́на Бе́рта (03.04.1893—14.12.1945) — первая супруга Ча́рльза Ка́рнеги, 11-го графа Сауте́ск, имели одного сына, Джеймса (1929—2015), который в 1959 году унаследовал титул герцога Файф; сейчас титул герцога Файф носит его сын Дэвид (род. 1961).